# Lophoterges atlas
Lophoterges atlas là một loài bướm đêm trong họ Noctuidae.